# Junkx
Junkx ist ein Produzententeam für Popmusik aus Mülheim an der Ruhr, bestehend aus Dennis Bierbrodt, Stefan Dabruck, Jürgen Dohr und Guido Kramer. Ihre bisher erfolgreichste Veröffentlichung ist die Single Sugar (Robin Schulz feat. Francesco Yates) mit über 4,4 Millionen verkauften Exemplaren.

## Werdegang

### Karrierebeginn und erste Erfolge
Das Produzententeam gründete sich 1997 und ließ sich in Mülheim an der Ruhr nieder, wo sie auch über ihr eigenes Tonstudio (Junkx Music Studios) verfügen. Als A&R-Manager des Produzententeams fungiert Stefan Dabruck. Dabruck war zunächst im administrativen Bereich tätig und trat nur vereinzelt als Autor und Produzent in Erscheinung, seit 2016 ist er auch fester Bestandteil der Musikproduktion und produziert sowie schreibt auch an allen Liedern des Produzententeams mit. Seinen ersten Charterfolg mit Junkx feierte er im Mai 2016 mit der Autorenbeteiligung und Produktion zu Heatwave von Robin Schulz feat. Akon.
Noch im Jahr des Zusammenschlusses kamen mit Da Lower You Go (Striking Man) und Rock the Disco (Disko Brothers) die ersten Autorenbeteiligungen und Produktionen von Junkx auf den Markt. In den ersten drei Jahren tätigten sie lediglich kleinere Produktionen ohne nennenswerten Erfolg. Erst drei Jahre später schafften Junkx mit der Autorenbeteiligung zu Phatt Bass (Warp Brothers vs. Aquagen) – einem Sample von New Orders Confusion – den Durchbruch. Die Single feierte europaweite Charterfolge und schaffte es unter anderem in die Top 10 der britischen Singlecharts. Weitere Charterfolge konnte die Single in Deutschland, den Niederlanden und Schweden feiern. Die nächsten beiden Singles We Will Survive und Blast the Speakers, die Junkx ebenfalls für das deutsche DJ-Duo Warp Brothers schrieben, konnten sich ebenfalls in den Singlecharts platzieren. Nach den ersten Achtungserfolgen blieben dem Produzententeam weiteren Charthits zunächst verwehrt. Erst elf Jahre nach ihrem letzten Charthit Blast the Speakers gelang ihnen 2012 mit Life Is Always New (The Disco Boys feat. Mimi Perez) wieder der Einstieg in die deutschen Charts. Bei Life Is Always New handelt es sich um den ersten Charterfolg von Junkx, an sie sowohl als Autoren als auch als Produzenten beteiligt sind. Im Folgejahr hatten Junkx mit Mammoth (Dimitri Vegas & Like Mike & Moguai) beziehungsweise Body Talk (Mammoth) (Dimitri Vegas & Like Mike & Moguai feat. Julian Perretta) nach langen Jahren wieder einen europaweiten Hit. Die Single erreichte unter anderem die Singlecharts in Belgien, Deutschland, Frankreich und den Niederlanden. Body Talk (Mammoth) kletterte in Flandern bis auf Position zwei der Charts und erreichte Gold-Status. Das Produzententeam wurde hiermit erstmals mit einer Goldenen Schallplatte ausgezeichnet.

### Zusammenarbeit mit Robin Schulz und Etablierung
2015 gelang dem Produzententeam mit der Zusammenarbeit von Robin Schulz der weltweite Durchbruch. Gleich die erste gemeinsame Single Sugar (Robin Schulz feat. Francesco Yates) – einer Coverversion von Baby Bashs Suga Suga – wurde zum Welthit mit Nummer-eins-Platzierungen in Deutschland, Österreich, der Schweiz und Tschechien sowie weiteren Charterfolgen im Vereinigten Königreich oder den Vereinigten Staaten. Bislang erhielt Sugar weltweit zwei Goldene-, 23 Platin- sowie vier Diamentene Schallplatten und verkaufte sich über 4,4 Millionen Mal. Die beiden Nachfolge-Singles Show Me Love (Robin Schulz feat. J.U.D.G.E.) und Heatwave (Robin Schulz feat. Akon) erreichten ebenfalls hohe Chartplatzierungen und wurden mit Gold- beziehungsweise Platin-Schallplatten ausgezeichnet.
Im September 2016 folgte ein kurzes Gastspiel mit David Guetta. Für ihn produzierten Junkx die Single Would I Lie to You (David Guetta, Cedric Gervais & Chris Willis) – eine Neuauflage des Originals von Charles & Eddie aus dem Jahr 1992. Die Single konnte sich europaweit in den Top 10 platzieren und verkaufte sich bislang über 550.000 Mal. Im Oktober 2016 schloss das Produzentenkollektiv gemeinsam mit Robin Schulz einen langfristiger „Publishing-Vertrag“ mit BMG Rights Management ab. Junkx selbst tätigten folgende Aussage bezüglich der Zusammenarbeit mit BMG: „BMG hat einfach wie kein anderer Verlag verstanden wie wir funktionieren. Schon die ersten Wochen der Zusammenarbeit haben bewiesen, wie stark BMG international aufgestellt ist. So etwas haben wir in 20 Jahren Musikindustrie noch nicht erlebt. Wir freuen uns sehr über die zukünftige Arbeit mit dem gesamten BMG Team.“ Einen Monat später erschien mit der Single Shed a Light ein gemeinsames Werk von Junkx, David Guetta und Robin Schulz sowie dem US-amerikanischen EDM-Trio Cheat Codes. Die Single verkaufte sich bislang über 1,3 Millionen Mal.
2017 schrieben und produzierten Junkx das Lied OK von Robin Schulz und James Blunt. Die Single stieg unter anderem in Deutschland, Österreich und der Schweiz auf Position zwei der Charts. In allen drei Ländern musste sich die Single Despacito (Luis Fonsi feat. Daddy Yankee) geschlagen geben. Jedoch platziere sich OK an der Spitze der deutschen Dance- (9 Wochen) und Airplaycharts sowie an der Chartspitze in Polen, Ungarn und den US-amerikanischen Dance/Electronic Songs. Für über 1,6 Millionen verkaufte Exemplare erhielt die Single bislang einmal Silber und 14 Mal Platin. Die nachfolgenden Veröffentlichungen I Believe I’m Fine (Robin Schulz & Hugel), Unforgettable (Robin Schulz & Marc Scibilia) und Oh Child (Robin Schulz feat. Piso 21) erreichten keine Top-10-Platzierungen, entwickelten sich jedoch zu Dauerbrennern und erreichten dadurch allesamt Gold-Status.